# Transformers: Energon
Transformers: Energon (оригинальное название — Transformers: Superlink (яп. トランスフォーマー スーパーリンク  торансуфо:ма: су:па:ринку)) — японский анимационный сериал о трансформерах. Состоит из 51 серии, объединённых в 4 сезона.

## История создания
Сериал был выпущен в Японии в 2004 году как продолжение так называемой «Трилогии Юникрона», началом которой явился вышедший на экраны в 2002—2003 гг. сериал «Armada», а завершением — сериал «Cybertron». При трансляции в США подвергся переработке (в частности, была изменена начальная заставка в каждой серии). Изменению подверглось также музыкальное сопровождение — оригинальная вводная песня была заменена традиционной музыкальной темой «Трансформеров».

## Описание сюжета
Двадцать лет прошло с момента, когда Мегатрон пропал без вести, а Юникрон был побёждён… Десептиконы и автоботы живут в еле-еле сдерживаемом мире, стараясь вместе разрабатывать места добычи энергона. Молодой паренёк по имени Кикер, который с детства (после знакомства с Праймом) обрёл способность чувствовать энергон, помогает обнаружить энергон на Земле, на базе автоботов под названием Оушен-Сити. В этот самый момент на нескольких укреплений автоботов — на Марсе и других планетах совершают нападения неизвестные силы, орды созданий напоминающие роботов-трансформеров. Элитная команда предводителя автоботов Оптимуса Прайма выступает на поиски врага, но, обнаружив на своём пути лишь развалины, отправляются на родную планету людей и дают бой противнику на Земле. Используя свои способности, Оптимус Прайм и его напарники с лёгкостью отбивают нападение, но как понимает Оптимус Прайм, это лишь начало.

## Место действия

### Земля
В первых двух сезонах действие разворачивается на Земле, родной планете людей. Трансформеры добывают на планете жизненно важный для них энергон. По всей планете расположены энергонные башни, которые чаще всего используются для защиты Земли от десептиконов.

## Список персонажей

### Автоботы
Оптимус Прайм (англ. Optimus Prime) — Главнокомандующий армией автоботов. Мудрый и талантливый лидер. Несмотря на то, что он выглядит суровым, Оптимус очень добрый (и то, что он частенько уступает автоботам и Кикеру, это доказывает). Истина, открывшаяся ему во время последней битвы с Юникроном, заставила его всерьёз измениться. По окончании войны тренирует новобранцев, но появление терроконов снова заставляет его всерьёз взяться за оружие. Являясь лидером автоботов, частенько попадает в переделки (например, история с первым появлением Скандалиста). На протяжении сериала происходят 3 главные битвы с участием Оптимуса, из которых он выходит победителем: 1 — с Мегатроном, управляющим телом Юникрона; 2—3 — с Гальватроном (сначала один сражается с Гальватроном, где отключается, после объединяется со всеми автоботами и сражается уже с Юникроном, захватившим тело Гальватрона). Соединяясь с вооружением Прайма (огонь 1, вертолёт, землекоп и субмарина), образует суперрежим. Также может соединяться и с автоботами (в основном это Саблекрыл и Омега Суприм). Трансформируется в тягач с трейлером. 
Истребитель (англ. Jetfire) — Заместитель Оптимуса, наиболее чётко и верно выполняющий его приказы. В отличие от Оптимуса, куда более строгий (хотя тоже частенько уступает своим друзьям). Свою искру соединения получил ещё до начала сериала. Поэтому с самой первой серии может соединятся с другими автоботами (точнее с Броневиком). После возвращения Юникрона был серьёзно ранен, но Праймус его починил и изменил его окраску.Трансформируется в космический шаттл
Лихач (англ. Hot Shot) — Состоит в команде Оптимуса. Находился на Земле для её защиты. Частенько приходилось гоняться за непоседливым Кикером, что уже начинало ему надоедать. Лихачу частенько не везёт. Так, например, при защите базы в пустынном городе, серьёзно пострадал от Террорконов, а при первой встречи с Мегатроном остался без руки. Лихач восхищается Родимусом, из-за чего соглашается на встречу с ним, но узнаёт, что их взгляды совершенно разные (речь идёт о Юникроне). Свою искру соединения получил позднее остальных членов команды Оптимуса (так как был на Земле). Соединяется в основном с Инферно, позднее с Родимусом (после объединения автоботов с Альфа Кью). Трансформируется в легковой автомобиль.
Броневик (англ. Ironhide) — Являлся новобранцем, но оказался самым бойким, поэтому почти с первых дней участвовал в боевых действиях (защита от террорконов). Броневик напористый, готов тренироваться до изнеможения, чтобы быть похожим на Лихача. По прибытии на Землю был приставлен к Кикеру в качестве «няньки». Первое время ему это не нравилось, но, в конце-концов, он подружился с Кикером и они стали одной командой. Свою искру соединения заслужил, помогая защитить пустынный город от нападения десептиконов и террорконов, за доблесть в бою. В основном соединяется с Истребителем. Броневик в качестве зайца попал в голову Юникрона, чтобы встретить Альфа Кью, но был захвачен в плен новыми террорконами. Кикер, отправившись спасать Броневика, заключает союз с Альфа Кью и командой Родимуса, что в дальнейшем сыграло большую роль в битвах с десептиконами. Трансформируется в внедорожник с ракетной установкой.
Инферно (англ. Inferno) — Уравновешенный, основной снайпер Команды Оптимуса. Мало принимал участие в битвах, пока не попал в другое измерение, где Альфа Кью восстановил планету. Здесь, на Железной Планете, Инферно охранял Взрывалу, но неожиданно напали десептиконы, и Мегатрон, зажав Инферно в расщелине, выжег на нём знак десептиконов. Инферно сдерживал знак десептиконов до тех пор, пока не стал приманкой для десептиконов (чтобы дать автоботам время установить башню на планете океанов). Но если стал десептиконом, назад пути нет. Только энергон мог помочь Инферно, тогда он направился к энергонному солнцу. Огромное количество уничтожило знак десептиконов, но Инферно не мог этого выдержать и в итоге его тело было уничтожено. К счастью, Истребитель смог возвратить его Искру и построил новое тело для него, Инферно становится Роадблоком. После возвращения основную часть времени проводит на планете океанов. Но перед финальной битвой не может оставить своих друзей, поэтому прибывает на планету джунглей, чтобы соединиться с Оптимусом. Трансформируется в пожарную машину.
Саблекрыл (англ. Wing Saber) — Отважный и преданный воин. Сначала был Острокрылом, охранником в подземной тюрьме Кибертрона. После побега Взрывалы вместе с автоботами пытался его поймать, но серьёзно пострадал от упавшей на него башни энергона. В награду за его храбрость в течение определённого времени его чинил Рэд, после чего Саблекрыл был оживлён Праймусом. Саблекрыл заменил вооружение Прайма, так как его соединение с Оптимусом Праймом оказалось самым сильным на тот момент. На металлической планете ему предоставилась возможность отомстить, и Саблекрыл вновь делает Взрывалу заключённым автоботов. Трансформируется в кибертронский истребитель.
Арси (англ. Arcee) — Первый омникон-женщина, появившийся благодаря энергону. Она организовала омниконов и они выжили на своей пустынной планете. Сильна характером и могучий воин. Впервые появилась, когда Юникрон был голоден, и помогла автоботам отвести омниконов к ядру головы Юникрона. После этого стала членом команды Оптимуса. Трансформируется в мотоцикл.
Родимус Прайм (англ. Rodimus Prime) — до того как покинул Кибертрон, был главнокомандующим автоботов вместе с Оптимусом. Собрав небольшую команду, он отправился в космос помогать защищать планеты от Юникрона. Он должен был защитить планету Альфа Кью, но не успел, поэтому она была поглощена. Чтобы искупить свою вину, Родимус спасает Скорпинога и помогает Альфа Кью, пытаясь убедить автоботов не уничтожать Юникрона. Не сумев убедить Оптимуса, он отправляется назад к голове Юникрона и привозит с собой Броневика. После объединения автоботов с Альфа Кью поступает под командование Оптимуса (который, несмотря ни на что, продолжает считать Родимуса равным). Неизвестно, когда Родимус получил свою искру соединения. Соединяется в основном с Сыщиком (до объединения с автоботами) и с Лихачом (после объединения). Трансформируется в гоночный грузовик.
Сыщик (англ. Prowl) — Он быстрее, чем любой из его товарищей. Его ручное оружие запускает двойные лучи энергии, которые действуют как ограничители кабелей, останавливая противника. Сыщик — истинный командный игрок, но его подозрительный характер не позволяет ему абсолютно доверять товарищам по команде (за исключением Родимуса). Трансформируется в гоночный автомобиль.
Фугас (англ. Landmine) — Член команды Родимуса Прайма. Один из самых влиятельных солдат под командованием Родимуса. Фугас объединяется с оружейным блоком, активируя гиперрежим (в основном так и ходит). Фугас — старый солдат, который никогда не боится бороться против десептиконов. Трансформируется в бульдозер.
Твердолобый (англ. Bulkhead) — Ветеран-автобот, но несмотря на это, смелый и сильный воин. Его команда — поисковая команда, состоящая из Сброса и Скалолаза. Твердолобый появляется, как часть подкрепления автоботов, чтобы помочь Истребителю защитить землю от Терроконов. Меняя положение некоторых своих частей, может активировать дикий режим. Трансформируется в вертолет.
Сброс (англ. Downshift) — Член поисковой команды. Храбрый солдат, который всегда полагается на скорость (даже в бою). Лихач это замечает, и Сброс обещает исправиться. Автоботы, соединяясь с ним, становятся сверхзвуковыми. Трансформируется в автомобиль.
Скалолаз (англ. Cliffjumper) — Член поисковой команды. Сильно смахивает на оригинал. Скалолаз любит опасное вождение (на большой скорости и с трюками). Он квалифицированный воин, но из-за его любви к риску часто получает нагоняй от Оптимуса. В русской версии сериала имена Сброс и Скалолаз были перепутаны, поэтому эти трансформеры поменялись именами. Трансформируется в багги.
Омега Суприм (англ. Omega Supreme) — Древний воин из далёкого прошлого Кибертрона, мирно спавший в недрах Кибертрона, был оживлён Праймусом, чтобы помочь Оптимусу в войне с Юникроном. Может разделяться на две самостоятельные части: 1 — линкор, 2 — строительный механизм. Соединяясь от начала до конца, образуют Кибертронский суперпоезд. Его голова — маленький робот (очевидно, разработанный, чтобы напомнить Омегу Суприма из «G1»). Омега Суприм объединяется с Оптимусом Праймом, образуя нового воина — Оптимуса Суприма.
Суперион Максимус(англ. Superion Maximus) — Древний воин, охранявший вместе с 3 братьями (1 автобот, уничтоженный Мегатроном, 2 десептикона) бассейн суперэнергона. Хотя стражи бассейна должны были подчиниться сильному воину, который выживет в суперэнергоне, Суперион отказался подчиниться Мегатрону (теперь уже Гальватронy) и присоединился к команде Оптимуса, став её неотъемлемой частью. Его тело состоит из 5 самолётов. Центральный, являющийся телом, хранит в себе сущность Супериона.

### Десептиконы
Мегатрон/Гальватрон(англ. Megatron/Galvatron) — После поражения 10 лет назад тело Мегатрона стало частью Юникрона. Используя энергон, Мегатрон возродился в новом, мощном теле. Мегатрону удалось привести Юникрона к Кибертрону и трансформировать в робота, но Альфа Кью в голове Юникрона, заряженной земным энергоном, протаранил тело Юникрона, чтобы помочь автоботам победить Мегатрона. Два вида энергона прореагировали, открыв проход в другое измерение с обновлёнными планетами Альфа Кью, где Мегатрон продолжил собирать энергон для восстановления Юникрона. После битвы с Оптимусом, Юникрон частично захватил разум Мегатрона. И направлял его к бассейну супер энергона, где Мегатрон, впитав супер энергон, стал Гальватроном. Долгое время Гальватрон удерживал Кибертрон с помощью энергонного газа. Но Оптимус сумел пробиться сквозь газ, тогда Гальватрон, впитав огромное количество супер энергона, увеличился до размеров Юникрона. Тогда Оптимус вступил в бой с Гальватроном, надеясь вернуть разум Гальватрона силой его ненависти к Оптимусу. После возвращения Гальватрон попытался уничтожить искру Юникрона, но после уничтожения Юникрон полностью завладел Гальватроном. Но в последнем бою с Оптимусом Гальватрон вернул себе контроль над своим телом и погрузил себя в энергоновое солнце. Трансформируется в кибертронский звездолет.
Скандалист (англ. Starscream) — Возвращенный к жизни Альфой Кью, Скандалист почти полностью потерял память (поэтому в японской версии удивлялся, когда его называли Скандалистом, а не Найтскримом). Однако Альфа Кью не хватило энергона, и Скандалист не имел постоянного тела, что позволяло ему исчезать и перемещаться. Его две попытки уничтожить главнокомандующих обеих сторон провалились, к тому же Скандалист был захвачен Мегатроном и форматирован, став самым лояльным из его бойцов. Поэтому Мегатрон стал больше уважать Скандалиста и поручать ему самые важные и ответственные задания. Когда появился Взрывала выяснилось, что Скандалист уважает его, спокойно выполняет его приказы и защищает его от Мегатрона. После изменения Мегатрона в Гальватрона, тоже погрузился в супер энергон (это как награда за лояльность Скандалиста). После уничтожения Гальватрона неизвестным образом пропал. Трансформируется в истребитель.
Циклон/Снегоход (англ. Cyclonus/Snow Cat) — После смерти Мегатрона в «Transformers: Armada» защищал лунный город, после нападения террорконов отправился на Землю. Циклон, увидев подделку меча Мегатрона, перешёл на сторону Скорпонока чтобы собрать энергон на оживление своего лидера. После возвращения Мегатрона серьёзно пострадал в одной из битв и был переделан в Снегохода. Вооружённый замораживающими бластерами и складными лыжами, Снегоход стал склонен петь йодлем вместо его знакомого кудахчущего смеха. В битвах частенько появлялся буксируемый Миражом. В финале после смерти Гальватрона исчезает. Трансформировался в ударный вертолет, а затем в снегоуборочную машину.
Разрушитель (англ. Demolisher) — После смерти Гальватрона в «Transformers: Armada» охранял Оушен-Сити. Несмотря на частые конфликты с автоботами и неподчинение Оптимусу, Разрушитель честно выполнял свою работу, потому что так велел Мегатрон перед смертью. Иногда участвовал в поисковых операциях. После возвращения Мегатрона перешёл на его сторону, хотя и события на земле заставляли его сомневаться в правильности этого решения. В одной из битв оттолкнул своего лидера от энергонной сети автоботов, при этом от Разрушителя осталась одна только искра. Вновь восстановленный Мегатроном, Разрушитель стал более лояльным по отношению к своему лидеру потому, что Мегатрон стёр у него воспоминания о времени проведённом на Земле. Также у него появилась дурная привычка бить себя в грудь как горилла. В финале после смерти Гальватрона исчезает. Трансформировался в самоходную ракетную установку, а затем в карьерный самосвал.
Прилив/Мираж (англ. Tidal Wave/Mirage) — После смерти Мегатрона охранял Астероид-сити. Раза в 2 больше любого трансформера и вооружённый 4 двойными орудиями, был опасным противником. Одним из первых перешёл на сторону Скорпонока. Ненавидит Взрывалу, но как преданный воин по приказу вытащил его с поля боя при этом был придавлен башней. Был восстановлен Мегатроном в качестве Миража. В финале пошёл за Гальватроном в энергоновое солнце. Трансформировался в огромный авианосец, а затем в катер.
Взрывала (англ. Shockblast) — Чрезвычайно эгоцентричный, холодный, безжалостный, и гений, Взрывала иногда лояльный к Мегатрону, а иногда ведет себя как Старскрим, пытаясь свергнуть своего лидера. Способность Взрывалы к жестокости превышает даже способность Мегатрона, который делает его индивидуальность помесью его лидера и Старскрима. Однако несмотря на это, Старскрим непосредственно даже под контролем Мегатрона, кажется, уважает Взрывалу. В одной битве ему удаётся обмануть Мегатрона и свергнуть его. Но Взрывала слишком слаб поэтому Юникрон овладевает им, и Мегатрон, увеличившись до размеров планеты, просто раздавил его. Трансформируется в танк.
Револьвер (англ. Sixshot) — Младший брат Взрывалы (Необычайно на него похож как внешне, так и характером). Схваченный вместе с братом, был заключён в тюрьму Кибертрона (но в отличие от брата был в обычной камере). После проигрыша Мегатрона его команда была заключена в те же камеры, где был Револьвер. От них он узнал, что его брат был убит, но так как Снегоход не видел смерти Взрывалы, он ошибочно обвинил Оптимуса Прайма. После побега объединился с десептиконами, чтобы отомстить за смерть брата. К сожалению, для Мегатрона Револьвер оказался не более заслуживающими доверия чем его брат. Действуя как эксперт по электронике и технологии, постоянно закрывал центр контроля на кибертроне, у Револьвера не было никакого интереса в служении Мегатрону, желая вместо этого уничтожить Оптимуса. Поэтому неповиновался Мегатрону, и за это частенько получал. Желая власти (как и его брат) в открытую напал на Гальватрона. Но Гальватрон, увеличившись до огромных размеров, просто раздавил его. Трансформируется в танк.
Конструктикон Максимус (англ. Constructicon Maximus) — Древние воины-десептиконы защищавшие бассейн супер энергона. После пробуждения подчинились Гальватрону. Всё время дрались с Суперионом Максимусом, называя его предателем (хотя Суперион не предал своего знака). Как и у Супериона тела несут в себе сущность трансформеров, а конечности не индивидуальны и соединяются с тем, с кем сказали (так Суперион соединяется с частями Конструктикона в его последней битве с «Братьями»)
Грубикус Максимус (англ. Bruticus Maximus) — Древние воины-десептиконы защищавшие бассейн супер энергона. После пробуждения подчинились Гальватрону. Всё время дрались с Суперионом Максимусом, называя его предателем (хотя Суперион не предал своего знака). Как и у Супериона тела несут в себе сущность трансформеров, а конечности не индивидуальны и соединяются с тем, с кем сказали (так Суперион соединяется с частями Конструктикона в его последней битве с «Братьями»)

### Люди
Кикер (англ. Kicker) — Парень, обладающий особенностью чувствовать энергон. Так же он может чувствовать приближение врагов. Кикер смелый и своенравный. Часто не слушается приказов. Первое время ненавидит трансформеров, и считает, что людям нельзя с ними сотрудничать. Но со временем Кикер привыкает к трансформерам, и даже более того — они становятся лучшими друзьями, а Оптимус Прайм становится Кикеру вторым отцом. Война, в которую Кикер случайно был ввязан, помогла ему серьёзно измениться. Стал больше переживать за других, как за людей, так и за автоботов. У Кикера есть привычка пинать Броневика, когда злится на него или в знак одобрения.
Мика (англ. Micha) — Работала в городе джунглей. Ей принадлежит идея заряжать энергоном пушки для защиты городов. В команду автоботов вошла, как ответственная за энергонную сеть на корабле Миранда 2. Также как и Кикер своенравна, но в отличие от него куда более мягкая. Мике удалось убедить Альфа Кью, что он должен помогать автоботам, так как он часть команды. После уничтожения энергонного солнца вместе с Роад Блоком находилась на планете океанов.
Доктор Джонс (англ. Dr. Jones) — отец Кикера. Ученый, занимающийся изучением энергона. Доктор слегка сумасшедший, и абсолютно не умеет шутить. У него напряжённые отношения с Кикером. Доктору Джонсу принадлежит идея создания энергонной сети, так же он создал Миранду 2. После захвата Кибертрона попытался добраться до Праймуса, чтобы попросить его о помощи, но десептиконы не дали ему попытаться поговорить с Праймусом.
Миранда (англ. Miranda) — мать Кикера. Слишком сильно заботится о своих детях, и любит готовить. Усилиями мужа, сына и автоботов держится подальше от войны с десептиконами.
Сели (англ. Sali) — младшая сестра Кикера. Также своенравная. Во время гран-при автоботов была ведущей. Но особо нигде не принимала участие. После захвата Кибертрона Мегатроном, вместе с мамой пряталась от десептиконов и террорконов. Сели сумела захватить центральную комнату управления на Кибертроне, и помогла автоботам в борьбе с десептиконами (время от времени блокируя пути отступления для десептиконов).
Рэд (англ. Rad) — работает на Кибертроне в центре управления. Принимает только косвенное участие в битвах трансформеров. По приказу Оптимуса Рэд перестроил Острокрыла. Вместе Доктором Джонсом добрался до Праймуса, где остался до прихода автоботов вместе Миражом и Террорконами.
Карлос (англ. Carlos) — работает на Марсе. Пару раз появлялся в сериале, когда докладывал автоботам о нападении десептиконов. После атаки Мегатрона на Марс неизвестным образом исчез, дальнейшая судьба неизвестна.
Алексис (англ. Alexis) — работала в правительстве Земли. Всеми способами помогала трансформерам, делая их действия на Земле законными.

### Прочие
Альфа Кью (англ. Alpha Q) — Малоизвестный Квинтессон, правивший на одноимённой планете, поглощённой Юникроном. Сам он, однако, выжил, и, поняв, что Юникрон может создавать жизнь, начал собирать энергон (в основном красть у автоботов), чтобы восстановить свою планету. После разговора с Кикером объединяется с автоботами для борьбы против Мегатрона. Во время битвы открывается чёрная дыра, за которой Альфа Кью находит свои планеты. Сам же вместе с головой Юникрона становится Энергонным солнцем. Альфа Кью погиб при новом столкновении с Мегатроном.
Скорпонок (англ. Scorponok) — Самый большой терроркон. Его воссоздал Альфа Кью для поисков Энергона. Несмотря на то, что после пробуждения Мегатрона Скорпонок был зачислен в ряды десептиконов, он оставался верен своему хозяину до тех пор, пока после поражения в одной из битв Мегатрон не зачистил его память, сделав Скорпонока своим слугой. Поскольку Скорпонок сам терроркон, то остальные террорконы слушают и защищают его. Был тяжело ранен в битве с Броневиком, однако помог последнему добраться до Оптимуса, но при этом умер сам.
Юникрон (англ. Unicron) — Трансформер-планета; воплощает абсолютное космическое Зло. Происхождение неизвестно, но его питает злоба и ненависть, заключённая в сердцах всех трансформеров. После событий, описанных в «Transformers: Armada», исчез. Чтобы совсем не погибнуть, возвращает к жизни Альфа Кью, который надеется вернуть проглоченные Юникроном планеты. Мегатрон и Юникрон сумели восстановить тело Юникрона, и его разум начинает действовать поочерёдно захватывая Взрывалу и Мегатрона. После битвы с Оптимусом продолжал жить в 2 формах: 1 — его собственная маленькая искра, 2 — его сознание, сохранённое в Мегатроне. Мегатрон в ярости пытается уничтожить искру Юникрона, но она сливается с ним, создавая нового Юникрона в теле Мегатрона, что приводит к новому сражению с Оптимусом. Очнувшийся в последний момент Мегатрон жертвует собой чтобы уничтожить Юникрона, и погружается в созданное Праймусом энергонное солнце.
Праймус (англ. Primus) — Изображаемый как сверкающая сфера света, тайна появления Праймуса никому не известна, и он представлен как разумное ядро Кибертрона(в Transformers:Cybertron раскрывается что его альтернативной формой является Кибертрон). Награждает Автоботов искрами соединения, а юного Кикера наградил возможностью чувствовать энергон. Именно благодаря Праймусу был восстановлен Саблекрыл и найдем Омега Суприм. Помогая Автоботам истощил всю свою энергию и перешёл в режим «сна». Когда он вновь очнулся тут же израсходовал энергию помогая Оптимусу и снова погрузился в сон. Пробуждённый омниконами собрал весь суперэнергон создавая подобие солнца и направился к сражающимся Оптимусу Прайму и Мегатрону. Мегатрон, не желавший оставаться во власти Юникрона, погружается в созданное Праймусом солнце. В итоге, вместе Праймус и Юникрон создают замену Энергонному солнцу Альфы Кью, которое поддерживает жизнь в планетах.

## Эпизоды
1. Cybertron City (Происхождение! Оушен-Сити)
2. Energon Stars (Сияй! Энергон)
3. Scorponok (Скорпонок)
4. Megatron’s Sword (Меч Мегатрона)
5. The New Cybertron City (Новый Кибертрон-сити)
6. Megatron Resurrected (Воскрешение Мегатрона)
7. Megatron Raid (Нападение Мегатрона)
8. Starscream — the Mysterious Mercenary (Старскрим - таинственный наёмник)
9. Battle of the Asteroid Belt (Битва в поясе астероидов)
10. Energon Tower (Башня с энергоном)
11. The Legend of Rodimus (Легенда о Родимусе)
12. Crisis in Jungle City (Кризис в джунглях)
13. Kicker, Beware! (Кикер, берегись!)
14. Energon Grid (Сеть энергона)
15. Rodimus — Friends or Foe? (Родимус - друг или враг?)
16. Go for Unicron (Цель - Юникрон)
17. The Return of Demolisher (Возврашение Разрушителя)
18. A Tale of Two Heroes (История о двух героях)
19. Battle Station (Боевые посты)
20. Alpha Q: Identity (Подлинный Альфа Кью)
21. Shockblast: Rampage (Взрывала в ярости)
22. Survival Instincts (Инстинкт выживания)
23. Each One Fights (Дерутся все)
24. Unicron Unleashed (Освобождение Юникрона)
25. Open Fire! (Открыть огонь)
26. Ripped Up Space (Разрыв пространства)
27. Team Optimus Prime (Команда Оптимуса Прайма)
28. Protection (Защита)
29. Imprisoned Inferno (Инферно в ловушке)
30. Jungle Planet (Планета джунглей)
31. Bulkhead (Твердообый)
32. Farewell Inferno (Прощай, Инферно)
33. Crash Course (Ускоренный курс)
34. Omega Supreme (Омега Суприм)
35. A Heroic Battle (Героическое сражение)
36. The Power of Unicron (Власть)
37. Optimus Suprime (Оптимус Суприм)
38. Unicron Perishes (Гибель Юникрона)
39. Ambition (Вторжение)
40. Wishes (Желания)
41. Galvatron! (Гальватрон!)
42. Break Through (Прорыв)
43. Distribution (Соревнования)
44. The Omega Train (Поезд Омега)
45. Decepticon Army (Армия десептиконов)
46. Ironhide Team (Команда Броневика)
47. Formidable (Угрожающий)
48. Galvatron Terror (Ужасающий Гальватрон)
49. Destructive Power (Разрушительная сила)
50. Spark (Искра)
51. The Sun (Солнце)

## Комиксы и игрушки
Существует линейка игрушек и комиксов, созданная на базе анимационного сериала Transformers: Energon. Комиксы Transformers: Energon издавались Dreamwave Productions. Сюжетно они продолжают историю Transformers: Armada. Большинство выпусков посвящены сюжету анимационного сериала, однако некоторые стали дополнением к истории. Например, в комиксах появляются террорконы и омниконы. Кроме того, в отличие от Transformers: Armada, комиксы Transformers: Energon допускают гораздо больше вольностей по отношению к концепции анимационного сериала. В этой линейке сюжет расширяется, появляются совершенно новые персонажи. Из-за финансовых проблем Dreamwave Productions были закончены не все выпуски, и сюжет комиксов Transformers: Energon отличается открытой концовкой.